# Changdeokgung
Changdeokgung ou palais de la Prospérité (en hangeul 창덕궁) ou palais de Changdeokgung ou palais de Changdeok, est un palais situé dans un grand parc à Jongno-gu, à Séoul en Corée du Sud. C'est l'un des cinq grands palais construits par les rois de la dynastie Joseon (1392–1897). Comme il se trouve à l'est du palais de Gyeongbokgung, le palais de Changdeokgung est souvent appelé palais de l'Est (동궐, 東闕, Donggwol). 
Changdeokgung était le palais favori de nombreux rois de la dynastie Joseon et a conservé de nombreux éléments datant de la période des Trois Royaumes de Corée, qui n'apparaissent plus dans l'architecture plus formaliste du Gyeongbokgung. Par exemple, les bâtiments de Changdeokung se fondent avec la topographie naturelle du site au lieu de s'y imposer. Comme les cinq autres grands palais de Séoul, il a été lourdement endommagé pendant l'occupation japonaise de la Corée (1910-1945). Actuellement, les structures pré-japonaises du complexe du palais de l'Est (ce qui inclut le Changdeokgung et le Changgyeonggung) ne représentent qu'environ 30 % des bâtiments existants. 

## Histoire

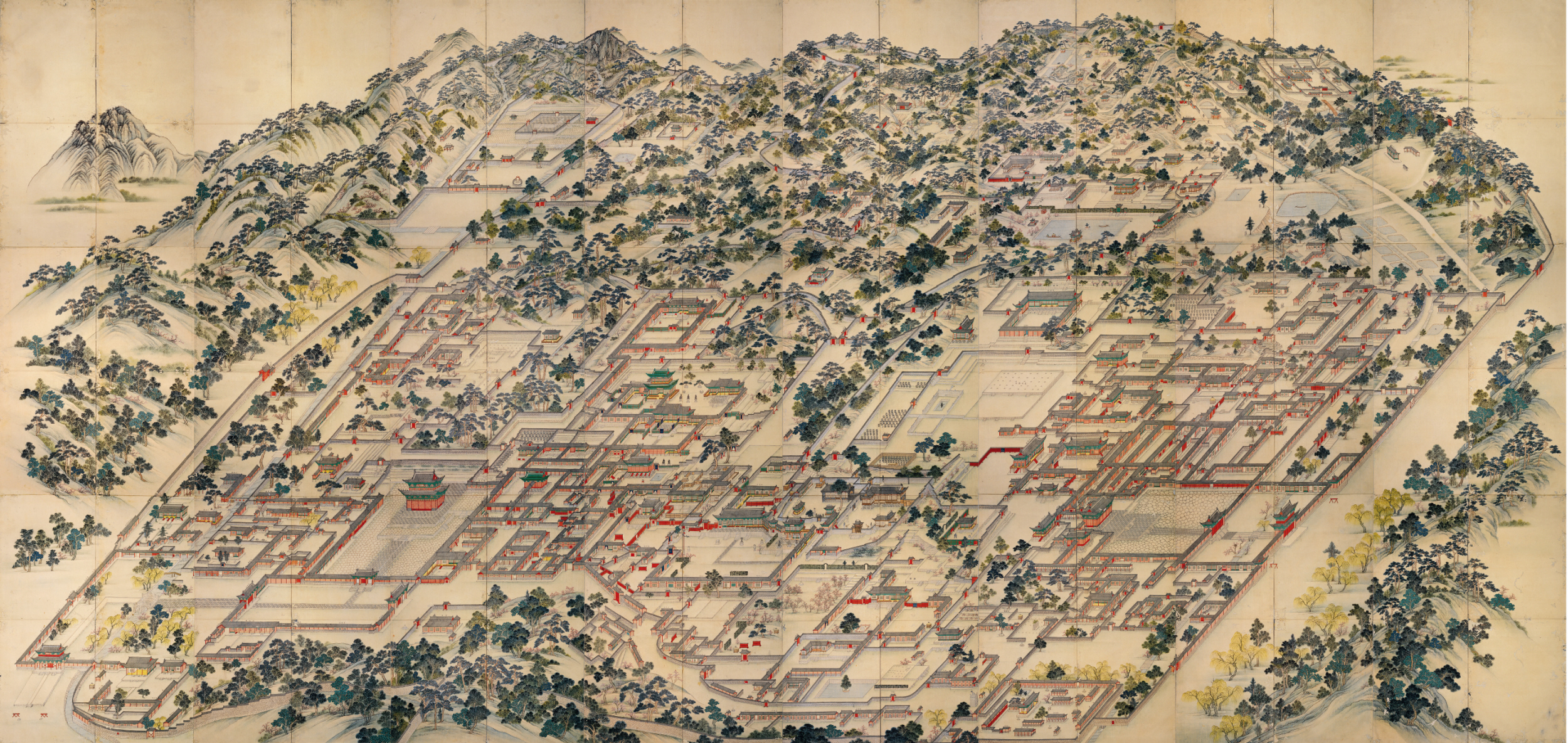
', une peinture de paysage représentant le Changdeokgung et le Changgyeonggung

Au milieu des luttes pour le trône entre princes et vassaux, l'autorité des rois vivant au palais de Gyeongbokgung s'était détériorée. En 1400, le roi Jeongjong, intronisé par le prince Jeong-an, décida de déplacer la capitale et de la relocaliser à Gaegyeong, ville qui était déjà le centre du pouvoir sous la dynastie Goryeo. Officiellement, il s’agissait de profiter des caractéristiques géographiques supérieures du site ; mais en fait le roi cherchait surtout à éviter les luttes de pouvoir. Ce retour à l'ancienne capitale fut bref, car le prince Jeong-an accéda rapidement au trône et devint le roi Taejong. Il retourna à Hanseong, ce qui correspond actuellement à Séoul, ou il ordonna la construction d'un nouveau palais, le Changdeokgung. En effet, le nouveau roi ne désirait pas s'installer au Gyeongbokgung, car c'est là qu'il avait tué ses demi-frères, et la construction de ce palais avait été menée par Jeong Do-jeon, le rival de feu le roi Jeongjong. Changdeokgung fut donc le deuxième palais à avoir été choisi comme palais principal par les rois de la dynastie Joseon. Sa construction commença en 1405 et s'acheva en 1412, avec la fin des travaux de la porte Donwhamun, l'entrée principale du complexe palatial. Le roi Sejo fit agrandir le périmètre du palais d'environ 500 000 mètres carrés, rajoutant plusieurs bâtiments et jardins, dont le Huwon (voir ci-dessous). 
Le palais fut totalement détruit durant l'invasion japonaise de 1592 et reconstruit en 1609 par le roi Sonjo et le roi Gwanghaegun. Un nouvel incendie frappa le palais en 1623, lors de la révolte du futur roi Injo contre Gwanghaegun. Le palais fut également attaqué par les Qing, les Français et les États-Unis, mais malgré les reconstructions successives, il reste fidèle à son dessin initial. Changdeokgung était le lieu de la Cour et le siège du gouvernement jusqu'en 1872, lorsque le palais voisin de Gyeongbok fut reconstruit. Le dernier roi de Corée, Sunjong, y vécut jusqu'à sa mort en 1926. D'autres membres de l'ancienne famille royale ont été autorisés à vivre dans certaines parties du palais, comme l'ancien prince héritier Yi Un qui a vécu dans les bâtiments du Nakseon-jae (hall) avec son épouse la princesse Bangja et sa sœur la princesse Deokhye, ce jusqu'à leurs morts respectives. Cet arrangement était périodiquement interrompu par différents ordres présidentiels, validant ou réfutant leur utilisation a titre privé d'un monument historique. Yi Gu, le fils de Un, a également vécu dans le palais de manière irrégulière, avant de s'installer dans une résidence semi-permanente à Tokyo en raison de problèmes de santé mentale, Gu n'ayant pas été en mesure de s'adapter pleinement à la fin de la royauté et à la nouvelle Corée.
Aujourd'hui, il reste 13 bâtiments sur le terrain du palais et 28 pavillons dans les jardins, occupant 45 hectares en tout. L'intégralité de la zone est classée comme site historique no 122. Les bâtiments les plus remarquables sont le Donhwamun (construit en 1412, reconstruit en 1607, avec une cloche en cuivre pesant 8 tonnes), l'Injeongjeon (hall principal), le Seongjeongjeon (bureau auxiliaire dans le hall principal), l'Huijeongdang (résidence privée du roi, qui a servi de salle de conférence), le Daejojeon (logements) et le Nakseon-jae.

## Structures
Le palais a été construit entre le pic Maebong du Mont Bugaksan, situé à l'arrière du Changdeokgung, et la rivière Geumcheon, qui coule devant l'ensemble palatial. La localisation et la disposition des lieux ont été influencées par le principe « Baesanimsu » (배산임수) du Feng Shui. Contrairement à Gyeongbokgung dont les bâtiments principaux sont disposés selon un principe architectural précis, les bâtiments de Changdeokgung sont disposés plus librement, sans système régulier. Bien que sa structure semble chaotique à première vue, tous les bâtiments sont en harmonie avec l'environnement qui les entoure.
Le Changdeokgung se compose d'une zone gouvernementale (치조, 治朝, chijo) centrée sur l'Injeongjeon et le Seonjeongjeon, d'une zone privée royale (침전, 寢殿, chimjeon, signifiant « maison de la chambre du roi »), de la zone Nakseonjae à l'est et de Huwon au-delà des collines du nord. La plupart des grands bâtiments officiels tels que l'Injeongjeon, le hall principal de Changdeokgung, le Seonjeongjeon, le bureau du roi, et de nombreux bureaux du gouvernement (궐내각사, 闕內各司, gwollaegaksa) sont placés dans les parties avant du palais, au-delà desquelles il y a la cour royale privée pour le roi et la reine. Les maisons du roi comme Seonjeongjeon, Huijeongdang et Nakseonjae sont entourées de nombreux bâtiments et de cours au cas où un étranger s'y introduirait. Le style architectural de Changdeokgung se caractérise par sa simplicité et sa frugalité héritées de l'idéologie confucéenne.
Les structures d'intérêt particulier comprennent :
- Porte Donhwamun – La porte principale du palais. Construit en 1412, Donhwamun est une structure en bois de deux étages de type pavillon, et est la plus grande de toutes les portes de palais. Donhwamun a été incendié lors de l'invasion japonaise de 1592 et a été restauré en 1608..
- Pont Geumcheongyo – Le plus vieux des ponts existant à l'heure actuelle à Séoul. Construit en 1411.
- Hall Injeongjeon (Trésor national) – La salle du trône de Changdeokgung, qui était utilisée pour les grandes affaires de l'État, y compris le couronnement d'un nouveau roi et l'accueil des envoyés étrangers. Construit à l'origine en 1405, il fut reconstruit en 1610 après avoir été incendié lors de l'invasion japonaise de 1592, et une troisième fois en 1804 après avoir été détruit par un incendie.
- Hall Seonjeongjeon – Un bureau pour les fonctionnaires du pouvoir. Le roi y organisait des réunions quotidiennes avec les ministres, des comptes-rendus des affaires de l'État et des séminaires.
- Hall Huijeongdang – À l'origine la chambre à coucher du roi, Huijeongdang est devenu son lieu de travail après que Seonjeongjeon ait été jugé trop petit pour y gérer les affaires courantes de l'État. Le Huijeongdang original a été détruit par un incendie en 1917. La structure reconstruite est complètement différente de l'original en raison des influences occidentales récentes. Des planchers et des tapis en bois, des fenêtres en verre et des lustres sont visibles à l'intérieur de l'édifice.
- Hall Daejojeon – La résidence officielle de la reine. Détruite par un incendie en 1917, elle a été reconstruite avec des matériaux provenant de Gyeongbokgung. Daejojeon a servi de résidence à la dernière impératrice de Joseon, ce qui nous permet d'avoir un aperçu des dernières années de la famille royale de la dynastie Joseon.
- Pavillon Juhamnu (Kyujanggak) – Les bibliothèques royales se trouvaient dans cette zone. Les examens d'État se déroulaient devant le pavillon, en présence du roi, lors d'occasions spéciales.
- Résidence Yeon-gyeongdang – C'était une salle d'audience, construite en 1827 sur le modèle d'une maison de lettré typique.

### Huwon

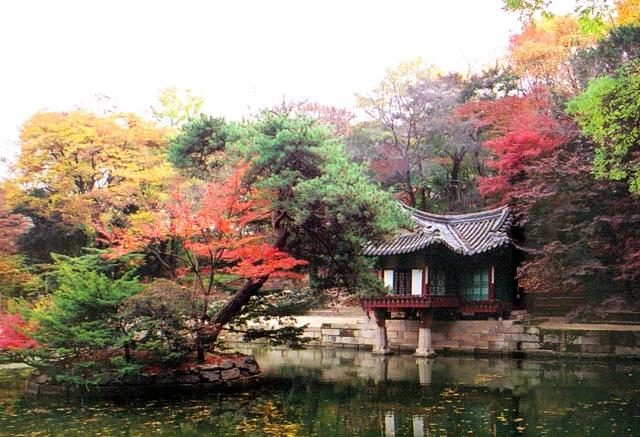
Le Pavillon Buyongjeong (avant la restauration de 2012) et l'étang Buyeongji dans la zone Huwon

Derrière le palais se trouve le Huwon (후원, 後苑, jardin arrière), qui fait 32 ha. Construit à l'origine pour la famille royale et les femmes du palais, ce jardin comprend un étang de lotus, des pavillons, des pelouses paysagées, des arbres et des fleurs. Il y a plus de 26 000 spécimens d'une centaine d'espèces différentes d'arbres dans le jardin et certains des arbres situés derrière le palais ont plus de 300 ans. Le jardin destiné à l'usage privé du roi avait été appelé « Geumwon » (금원, 禁苑, Jardin interdit) parce que même les hauts fonctionnaires n'étaient pas autorisés à entrer sans l'autorisation du roi. Il s'appelait aussi 'Naewon' (내원, 內苑, Jardin intérieur). Aujourd'hui, les Coréens l'appellent souvent « Biwon » (비원, 秘院, Jardin secret), d'après le bureau du même nom de la fin du XIXe siècle. Bien que le jardin ait eu beaucoup d'autres noms, celui le plus fréquemment utilisé sous la dynastie Joseon était 'Huwon'.
En septembre 2012, le pavillon Buyongjeong du jardin a été rouvert après des travaux de restauration ayant duré un an. Le pavillon a été restauré sur la base du Donggwoldo de 1820, trésors nationaux de Corée du Sud no 249.
Diverses cérémonies organisées par le roi ont eu lieu à Huwon. Au début de la dynastie Joseon, les inspections militaires auxquelles participait le roi y étaient souvent organisées. Le roi Sejo fit défiler les troupes et les rangea devant lui ou les commanda personnellement dans le jardin. En outre, des festins ont été donnés, des tournois de tir à l'arc ont eu lieu et des feux d'artifice ont été tirés à Huwon.
La zone Ongnyucheon (옥류천, 玉流川, 玉流川, Ruisseau de Jade) est particulièrement intéressante. Elle contient un canal en forme de U creusé en 1636 pour des coupes de vin flottantes, avec une petite chute d'eau et un poème inscrit sur le rocher qui le surmonte. La zone comprend également cinq petits pavillons.

## Patrimoine mondial de l'Unesco
Le palais de Changdeokgung a été inscrit sur la liste du patrimoine mondial de l'UNESCO en 1997. Le comité de l'UNESCO a déclaré que le lieu était un « exemple exceptionnel d'architecture de palais et d'aménagement de jardins d'Extrême-Orient » et qu'il était exceptionnel parce que les bâtiments sont « intégrés et harmonisés a l'environnement naturel » et adaptés « à la topographie et au couvert végétal local ».
Certaines parties du palais ont été utilisées comme lieux de tournage pour Dae Jang Geum ( 대장금, Un bijou dans le palais), un drama coréen en 54 épisodes diffusée sur la chaîne MBC en 2003-2004.

## Événement
Le palais est régulièrement le cadre d’événements destinés à le mettre en valeur et à le promouvoir auprès du public. Ainsi, d'avril à octobre 2018 a eu lieu la visite guidée au clair de lune du palais Changdeokgung 2018. Ces visites guidées nocturnes prenaient environ deux heures et commençaient à la porte Donhwamun, la porte principale du palais, à 20 heures.

## Galerie

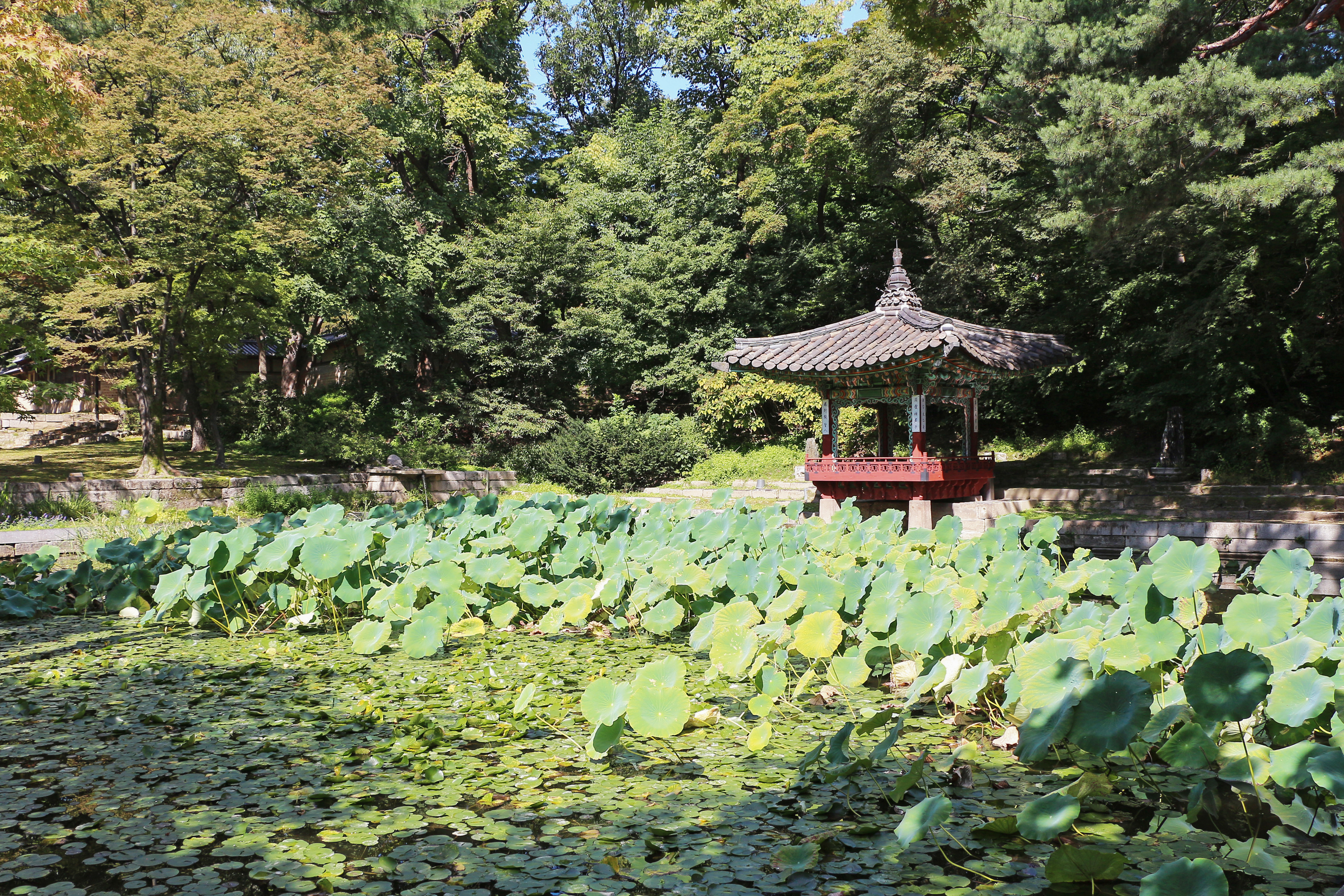
Biwon
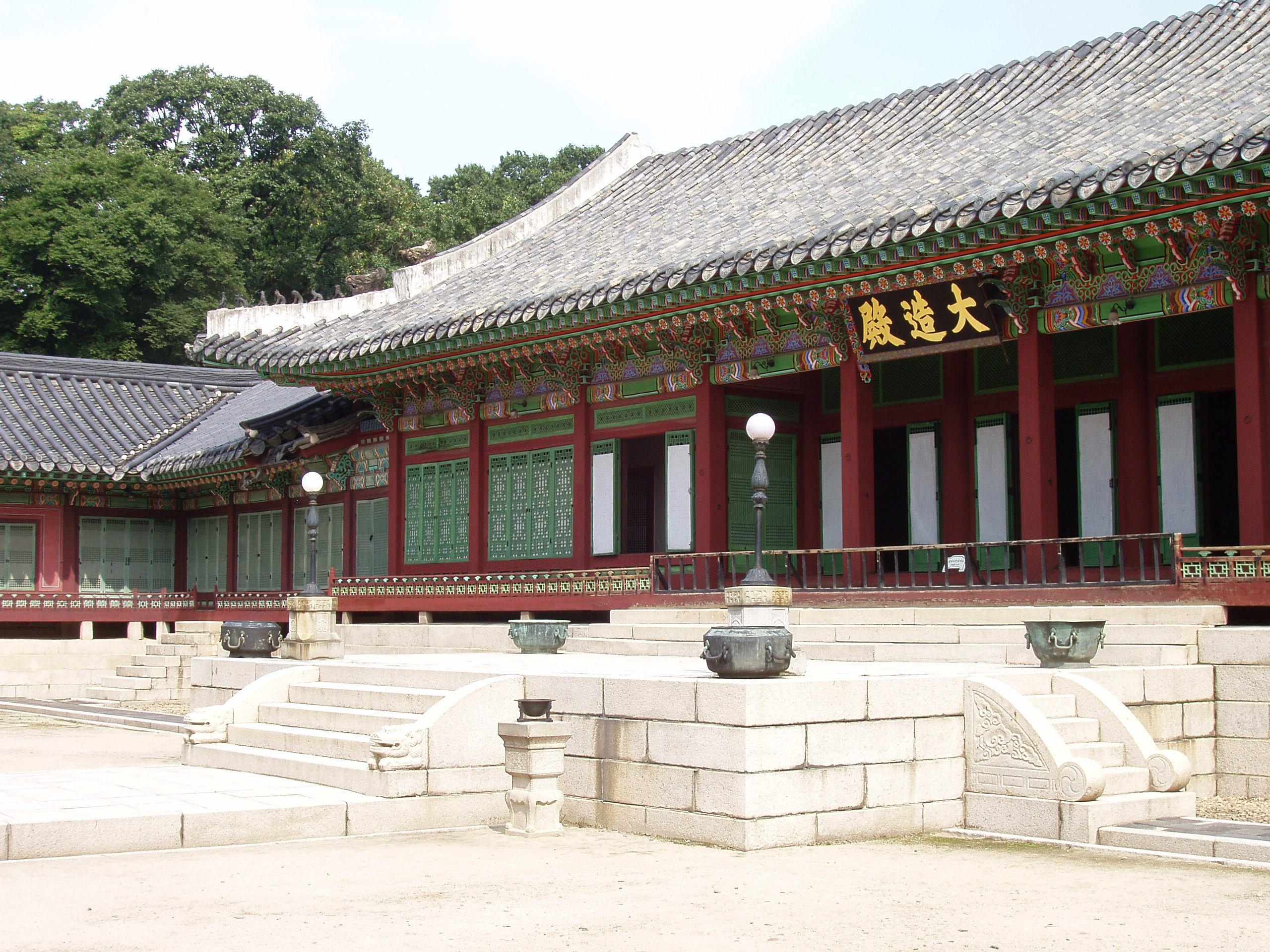
Daejojeon
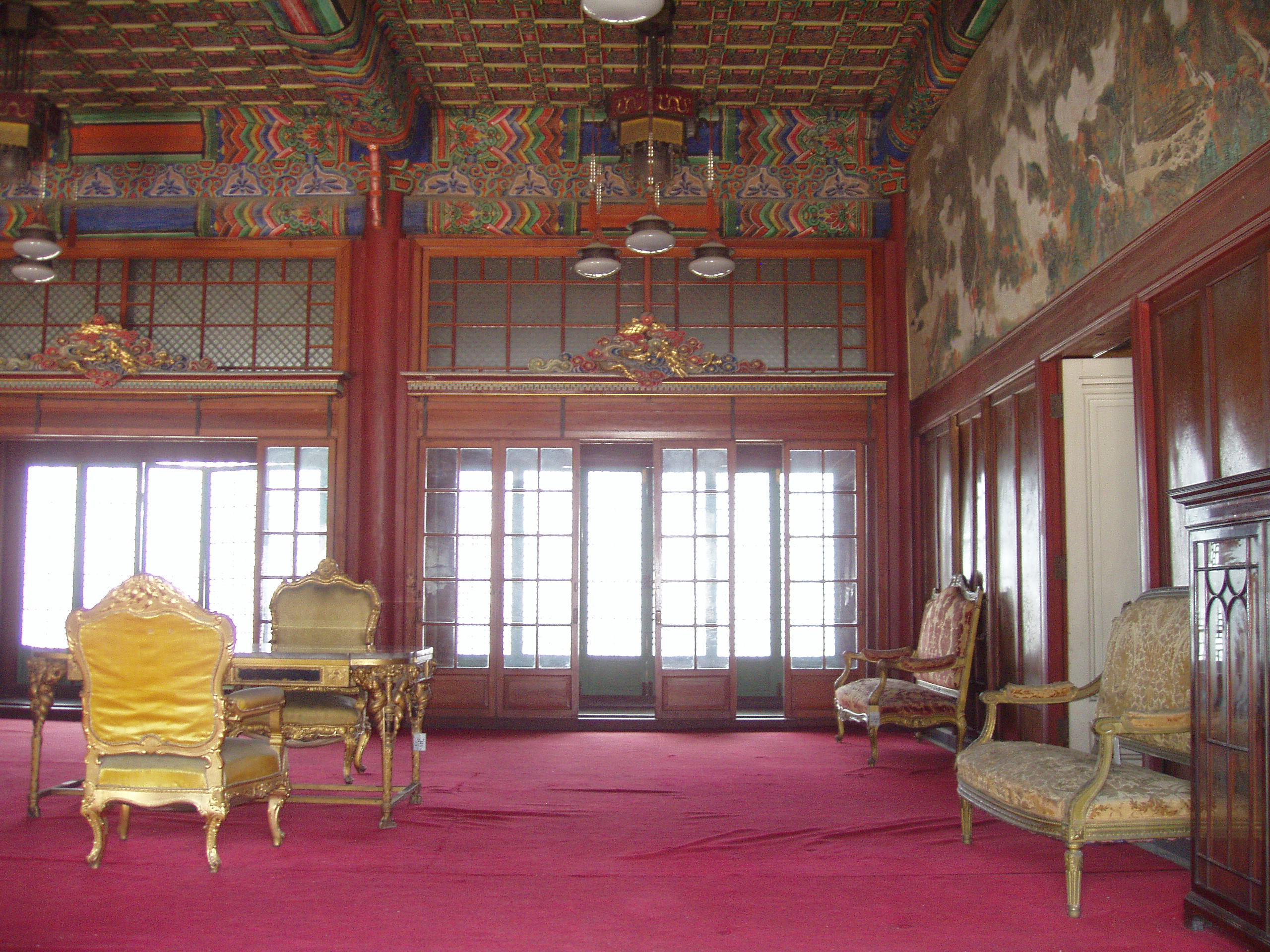
Huijeongdang
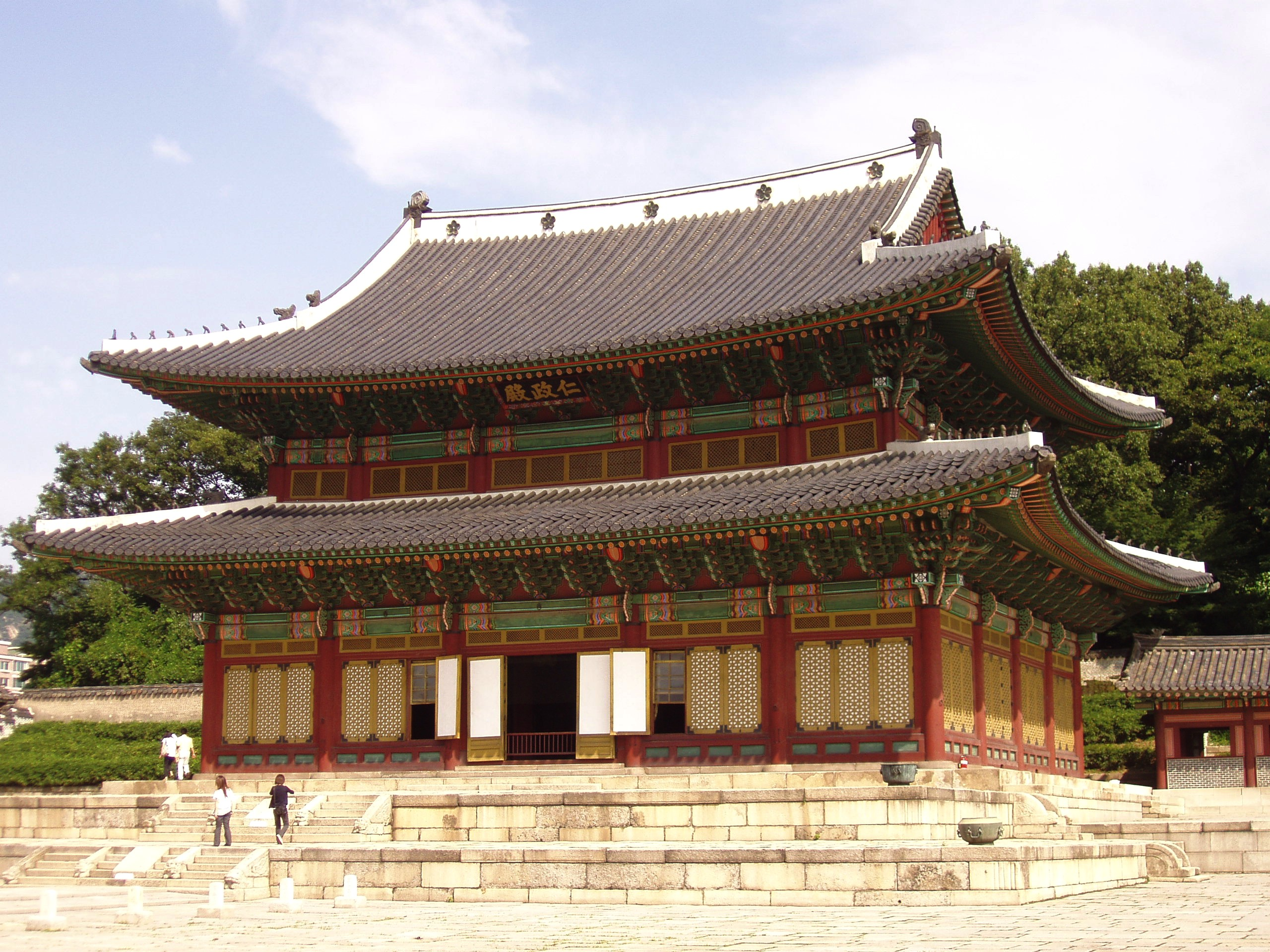
Injeongjeon
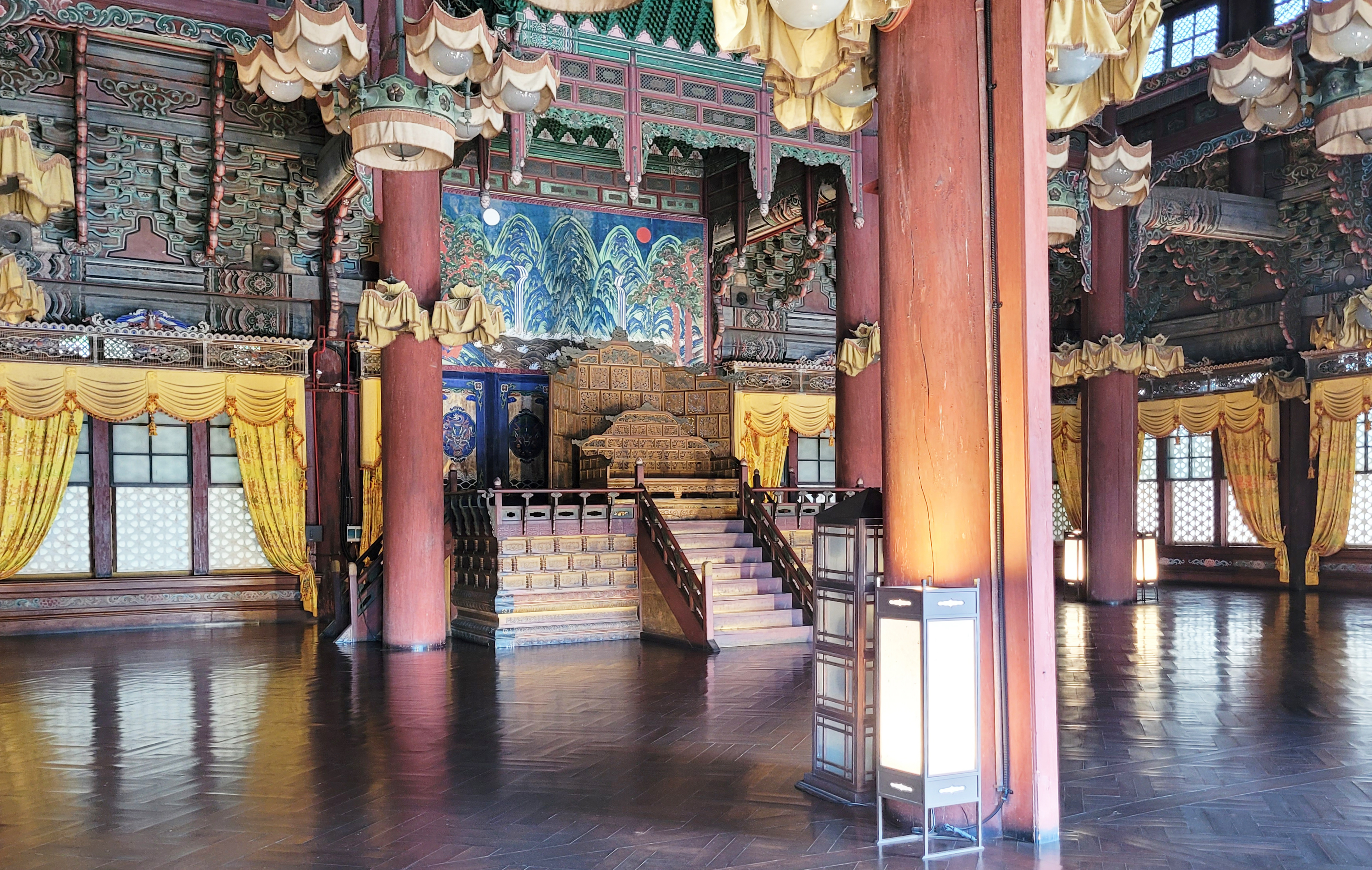
Injeongjeon
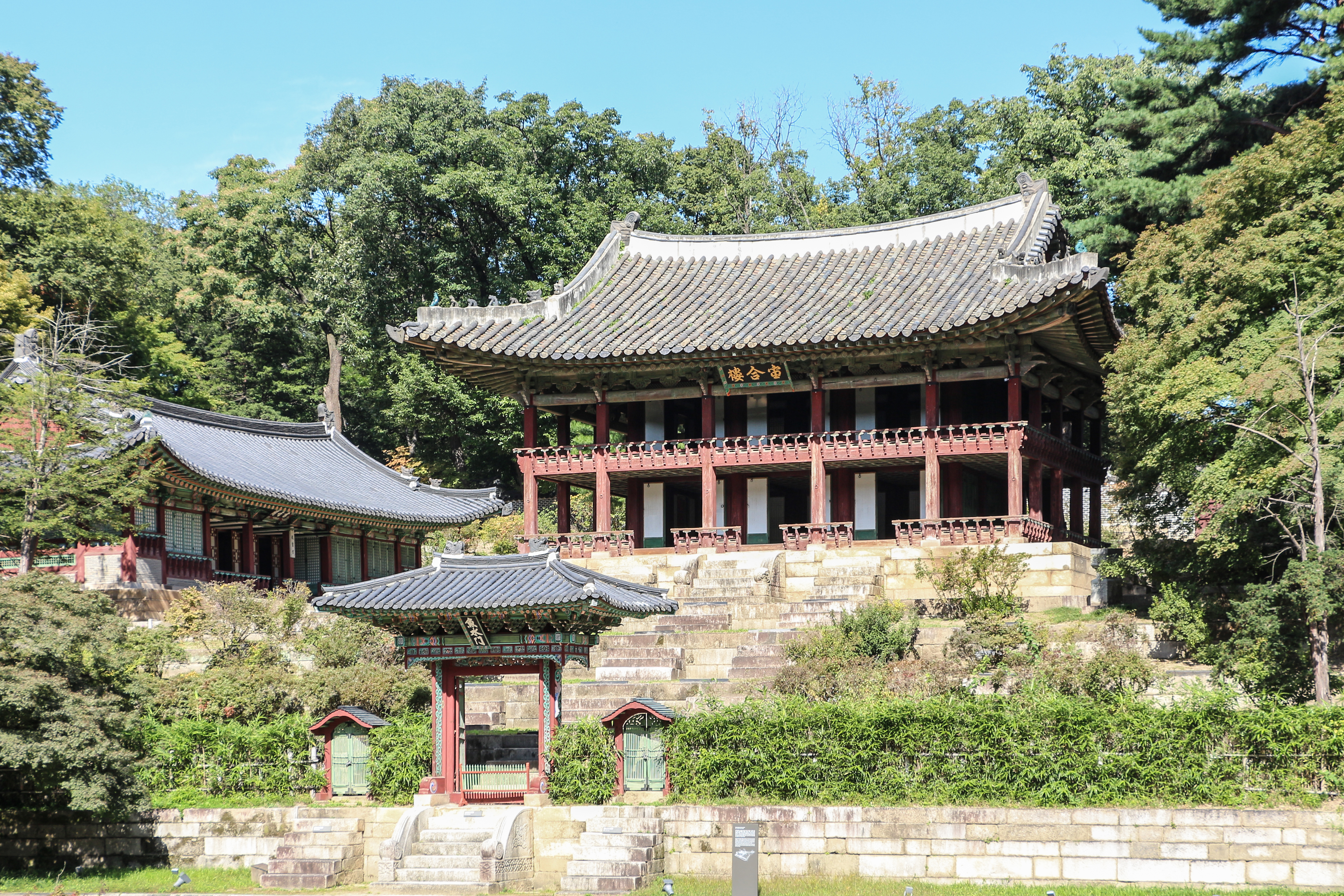
Juhamnu
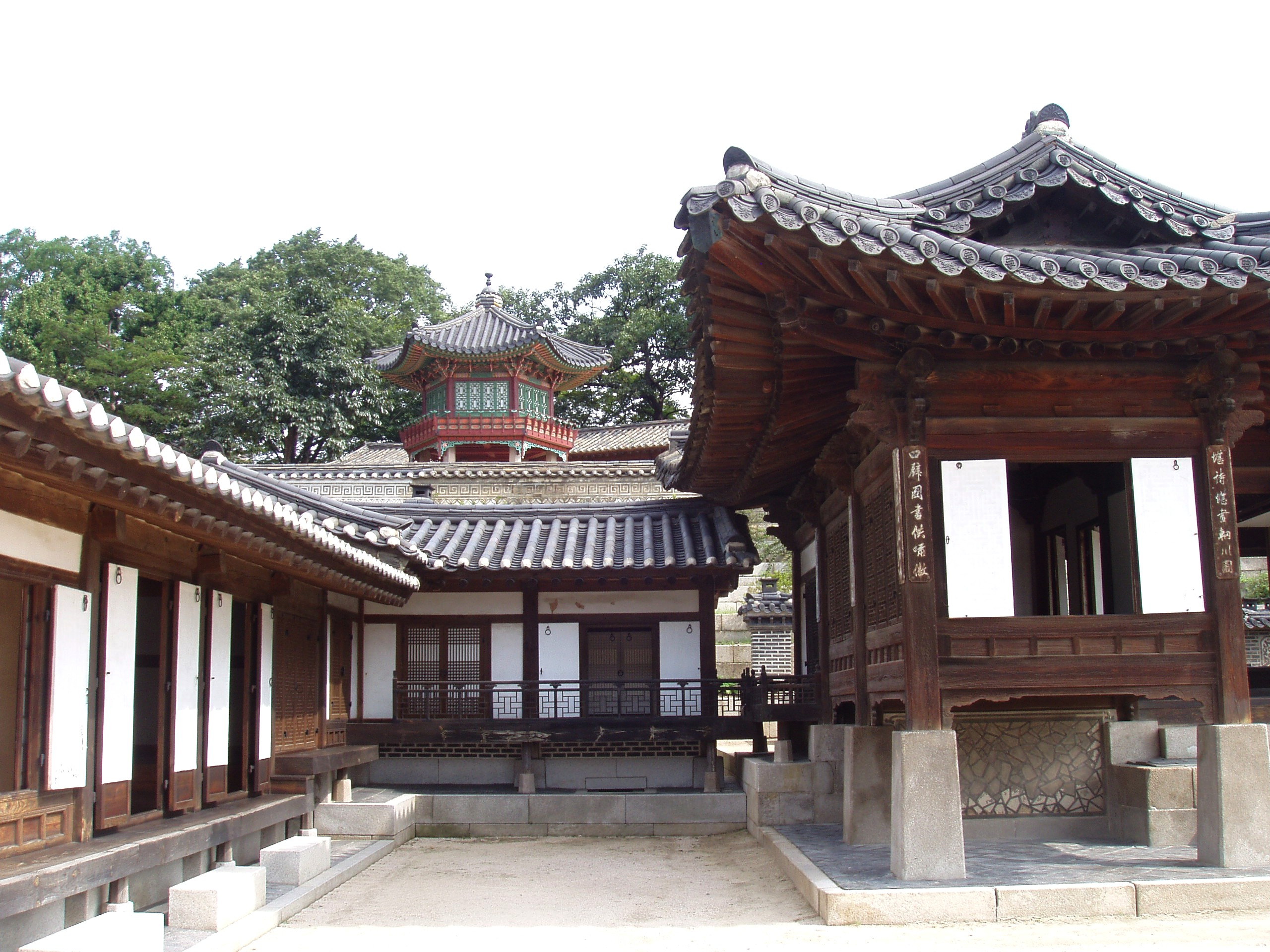
Nakseonjae
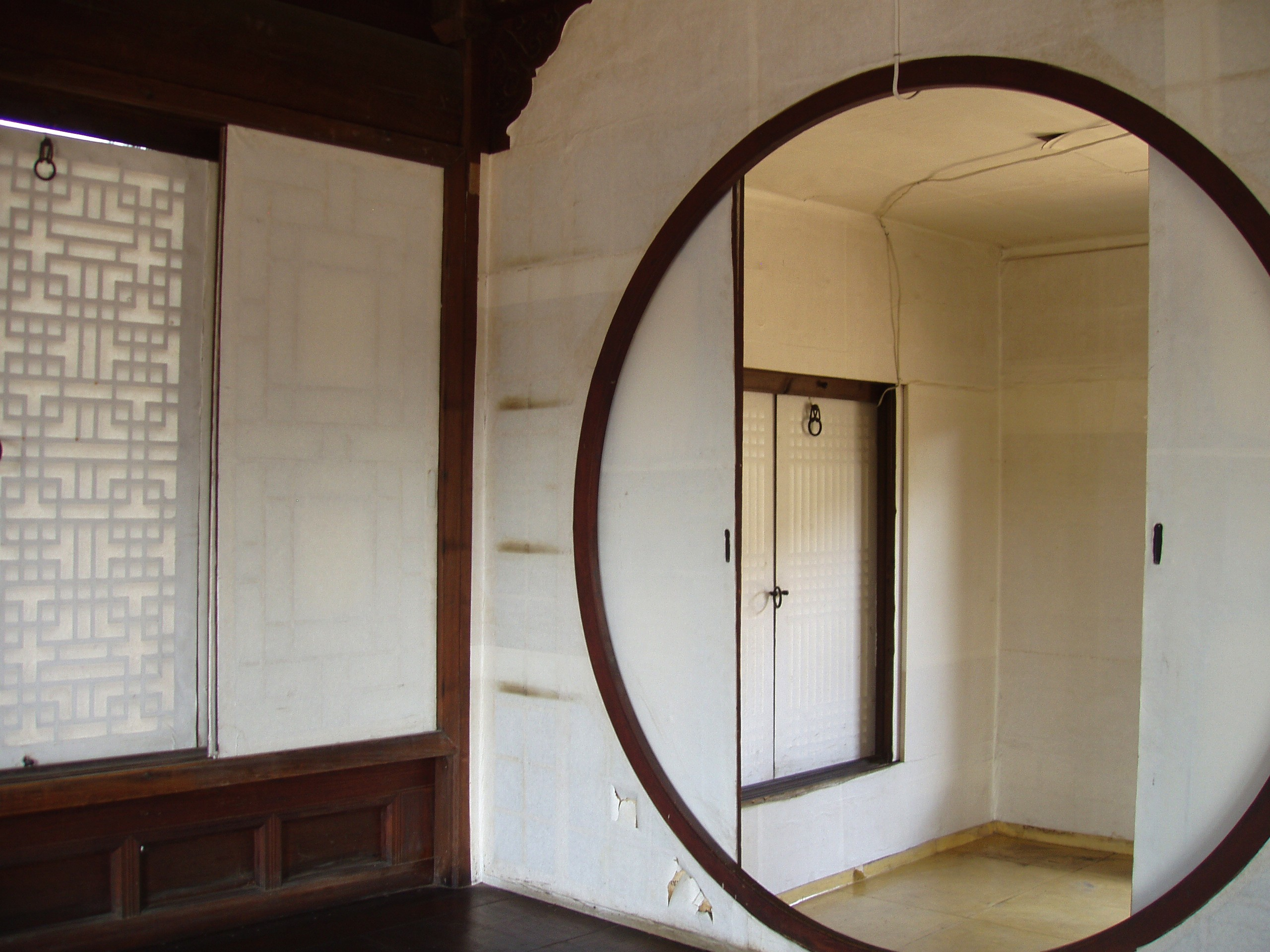
Nakseonjae
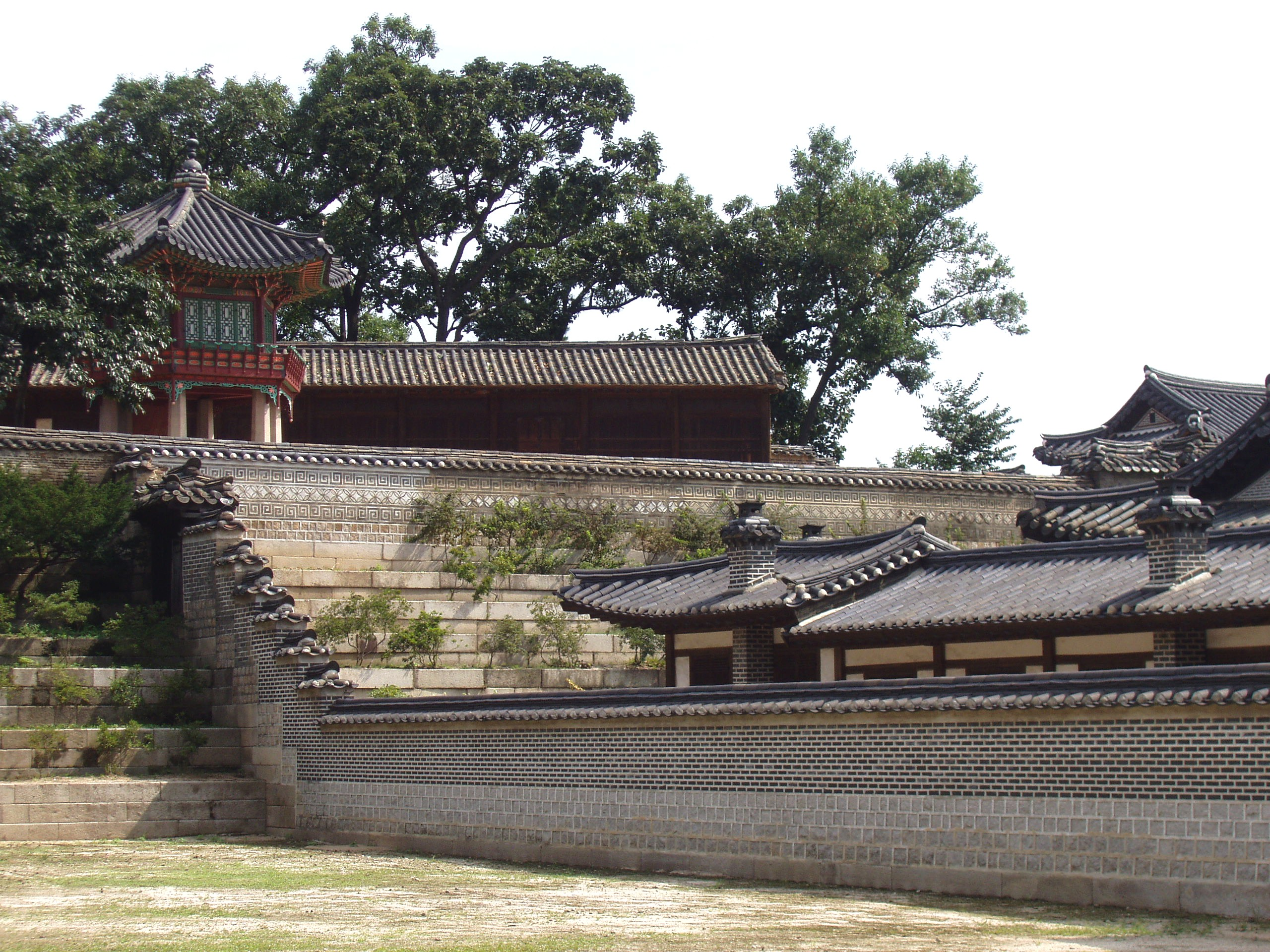
Nakseonjae
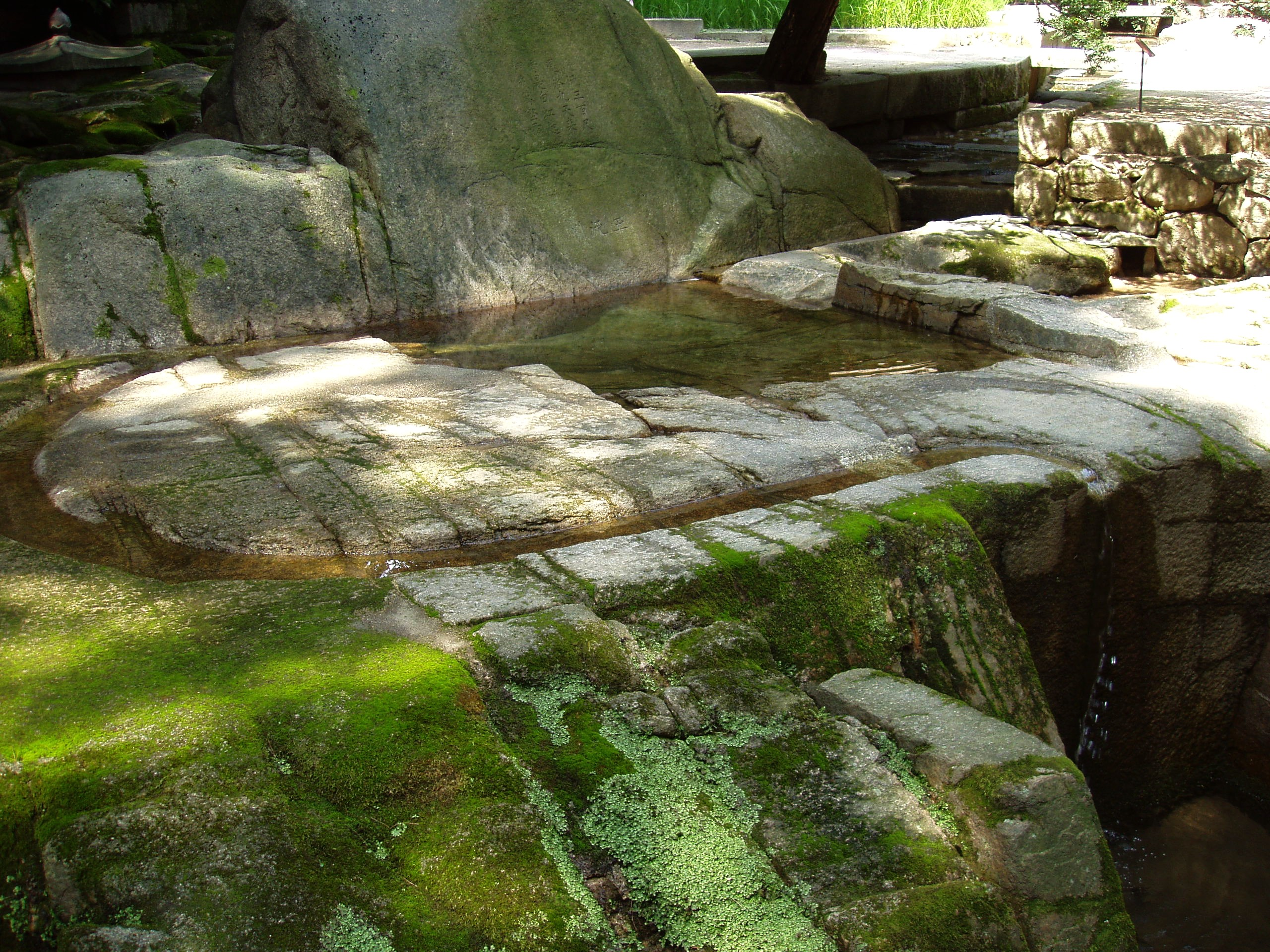
Ongnyucheon
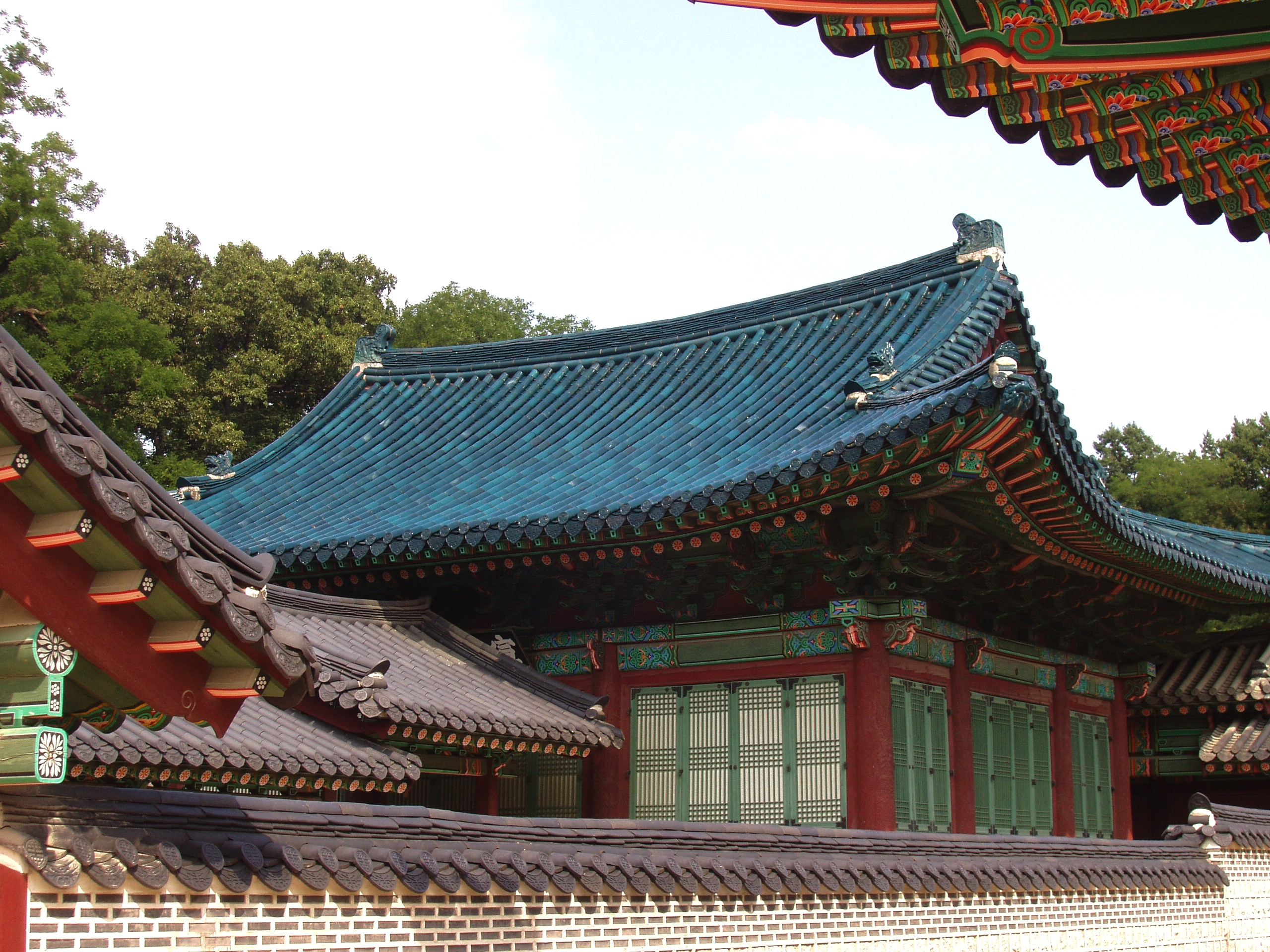
Seonjeongjeon
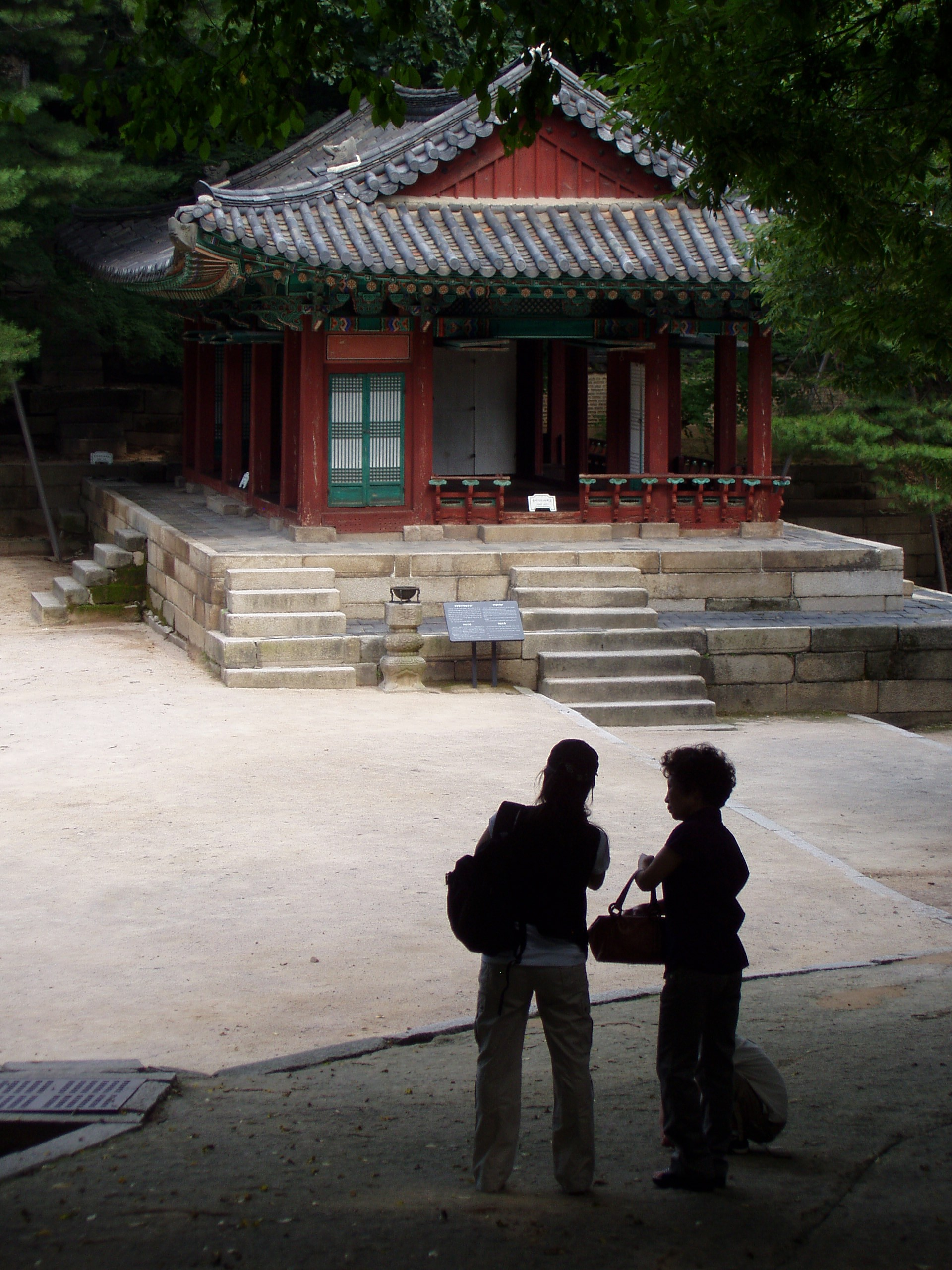
Yeonghwadang
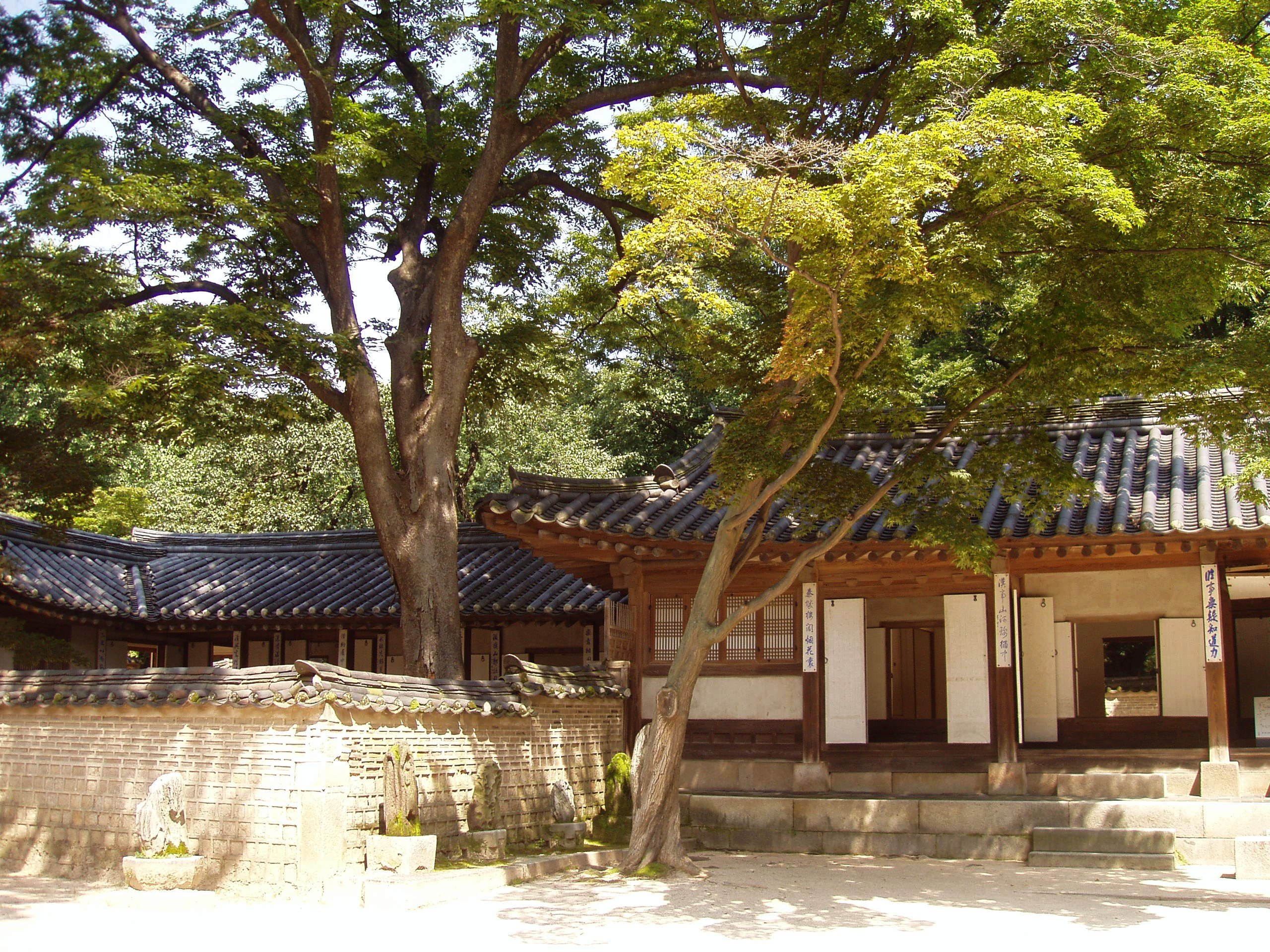
Yeongyeongdang